# 石雪
石雪（1963年—），北京人，曾为海南华银和大连证券负责人，2004年末被禁入市场，目前为中国最大的金融诈骗嫌疑人，涉案金额达264亿人民币。